# Déjate querer
Déjate Querer (em portugues: Se Deixe Queer) é o segundo álbum de estúdio da carreira do cantor pop norte-americano Pee Wee, lançado originalmente em 7 de dezembro de 2010 pela gravadora EMI Music. O álbum alcançou a vigésima sétima posição no México.

## Singles
- "Un Beso": primeiro single lançado em 19 de outubro de 2010, pela EMI Music, a canção foi composta pelo cantor e marcou a posição quarenta e seis no México, não entrando em outros países.[2]
- "Tan Feliz" segundo single lançado com participação da cantora pop brasileira Kelly Key[3] em 4 de fevereiro. A canção alcançou a posição cinco no Paraguai.[4]

## Faixas
| N.º | Título                  | Duração |  |
| 1.  | "Me Sabe A Azucar"      | 3:33    |  |
| 2.  | "Un Beso"               | 4:18    |  |
| 3.  | "Super Heroe"           | 3:16    |  |
| 4.  | "Dejate Querer"         | 3:15    |  |
| 5.  | "Tanto Amor"            | 3:42    |  |
| 6.  | "Estrella Fugaz"        | 3:45    |  |
| 7.  | "Pienso En Ti"          | 3:26    |  |
| 8.  | "Loco Love"             | 3:56    |  |
| 9.  | "Quien Sera"            | 4:17    |  |
| 10. | "No Puedo Llorarte Mas" | 2:52    |  |
| 11. | "Toma Mi Corazon"       | 4:06    |  |

| Bonus: versão brasileira |                               |         |  |
| N.º                      | Título                        | Duração |  |
| 12.                      | "Tan Feliz" (part. Kelly Key) | 3:10    |  |

## Histórico de lançamento
| País           | Data                  | Formato              | Gravadora |
| -------------- | --------------------- | -------------------- | --------- |
| México         | 7 de dezembro de 2010 | CD, digital download | EMI Music |
| Estados Unidos | 7 de dezembro de 2010 | CD, digital download | EMI Music |
| Brasil         | 7 de dezembro de 2010 | CD, digital download | EMI Music |